# Клапаред, Мишель Мари
Мишель Мари Клапаред (фр. Michel Marie Claparède; 1770—1842) — французский военный деятель, дивизионный генерал (1808 год), граф (1808 год), пэр (1819 год), участник революционных и наполеоновских войн. Имя генерала выбито на Триумфальной арке в Париже. Гражданский муж балерины Лиз Нобле.

## Биография

### Происхождение и начало военной карьеры
Родился в семье адвоката и королевского прокурора Жан Батиста Клапареда (фр. Jean Baptiste Claparède; 1733—1802) и его супруги Анны Авеллан (фр. Anne Marie Avellan; 1741—). 1 февраля 1793 году записался добровольцев в 4-й батальон волонтёров Эро. Через четыре дня был избран капитаном указанного батальона. 25 февраля 1793 года в первый раз женился в Лодеве на Катрине Теккелембург (фр. Catherine Rébécca Teckelembourg; 1775—1804), от которой имел дочь. 13 марта батальон включили в состав Армии Берегов. С мая по сентябрь служил в гарнизоне острова Бель-Иль. В сентябре переведён в Армию побережья Бреста. 22 ноября 1793 года произведён в командиры батальона. 22 марта 1794 года отказался от звания, чтобы снова стать капитаном того же батальона. С 1794 по 1795 годы служил в Армии побережья Шербура. С 1 января 1796 года – в Армии Берегов Океана. 25 июля 1796 года зачислен сверхштатным капитаном в 23-ю полубригаду лёгкой пехоты. В январе 1797 года оставил службу и удалился в Сет.

### Служба под началом Моро
С 7 ноября 1798 года отвечал за руководство отрядом рекрутов из департамента Эро, направленных в Итальянскую армию. Служил в Миланском резерве под командованием Дессоля, затем служил в Пьемонте. В марте 1799 года выполнял функции коменданта места в Милане, в апреля – Пьяченцы. 10 мая 1799 года зачислен в штаб Итальянской армии. 11 мая стал комендантом места в Генуе под началом Периньона. 14 июля 1799 года временно назначен Моро командиром батальона 23-й лёгкой полубригады, оставлен помощником генерального штаба Итальянской армии и командующим места в Генуе. 22 августа был заменён на посту в Генуе. Сопровождал Моро сперва в Париж, затем в Рейнскую армию. 30 ноября 1799 года утверждён в звании, назначен временным командиром батальона 25-й линейной полубригады ив штаб Рейнской армии. Затем, был назначен руководителем секретной разведывательной службы при штабе Рейнской армии. Участвовал в сражениях 3 мая при Энгене, 5 мая при Мескирхе,  9 мая при Биберахе и 19 июня при Хёхштадте. 20 августа отбыл  с Моро в Париж. 8 сентября 1800 года произведён в полковники штаба. Вернулся в Рейнскую армию, где занимался разведкой; 3 декабря стал свидетелем битвы при Гогенлиндене.

### Экспедиции
9 мая 1801 года вошёл в штаб наблюдательного корпуса Жиронды генерала Леклерка. 28 октября 1801 года – в штаб экспедиции на Сан-Доминго. 18 января 1802 года отплыл из Кадиса на борту «L'Intrépide». 15 февраля высадился в Капе. Оккупировал Сантьяго в испанской части острова. 10 июня стал командующим города и округи Капа. 5 августа 1802 года был произведён во временные бригадные генералы. 5 октября член военного совета, ответственного за осуждение гаитянских патриотов, супругов Шарля Белера и Саните Белер, на смертную казнь. 1 декабря зачислен в дивизию Клозеля. С 5 по 19 февраля, 22 июля и 5 августа 1803 года принимал участие в различных боях, которые велись вокруг Капа. 30 августа 1803 года новый главком Рошамбо разрешил Клапареду вернуться во Францию по состоянию здоровья. 24 января 1804 года высадился во Франции. 17 марта 1804 года поступил в распоряжение генерала Лагранжа в Сенте. 12 мая занял свой пост. С 6 октября участвовал в экспедиции Лагранжа против британских колоний на Антильских островах. 23 декабря погрузился на корабли флота адмирала Миссиесси и 11 января 1805 года покинул Иль-д'Экс. 23 февраля 1805 года участвовал в захвате Розо, столицы Доминики. 5 марта захватил Бас-Тер на острове Сен-Кристоф. 29 марта отплыл с Миссиесси во Францию. 20 мая 1805 года высадился в Рошфоре.

### В составе дивизии Сюше
10 июня 1805 года присоединился к дивизии гренадер Удино в Булони. 11 сентября 1805 года возглавил 1-ю бригаду пехотной дивизии Сюше 4-го корпуса маршала Сульта Великой Армии. 10 октября дивизия Сюше передана в 5-й армейский корпус маршала Ланна. Принял участие Австрийской кампании 1805 года. 8 октября сражался при Вертингене, 14 октября атаковал Ульм, 16 ноября сражался при Холлабрунне и 2 декабря при Аустерлице, где во главе 17-го лёгкого занял и защищал холм Сантон. В Прусской кампании 1806 года он 10 октября сражался при Заальфельде, 12 октября вытеснил пруссаков из деревни Винцерле, 14 октября дрался при Йене, 28 октября при Пренцлау и 26 декабря при Пултуске, в ходе последнего сражения был ранен пулей в ногу. 16 февраля участвовал в битве при Остроленке. 11 июня был выбит русскими из лагеря Борки на Омулеве. 12 июня вытеснил русских и захватил Дренжевский мост. С сентября по октябрь 1808 года был командующий пехотными войсками, отправленными на Эрфуртский конгресс.

### Кампания 1809 года
8 октября 1808 года получил чин дивизионного генерала, и 17 октября присоединился к Армии Испании. 11 января 1809 года сменил генерала Дюма на посту губернатора провинции Вальядолид.
15 января 1809 года назначен командовать одной из двух дивизий резервного корпуса под командованием Удино. С 16 февраля 1809 года занимался формированием 1-й сводной гренадерской дивизии в Страсбурге. 1 апреля его дивизия была включена в состав 2-го корпуса маршала Ланна Армии Германии. Участвовал в кампании 1809 года. 19 апреля сражался при Пфаффенхофене, 21 апреля участвовал во взятии Ландсхута, 26 апреля во взятии Пассау. 3 мая Клапаред во главе 7000 человек при поддержке 4 пушек атаковал австрийский арьергард перед Эберсбергом, разбил его, бросился на орудия и войска, оборонявшие мост через Траун, сбросил их в реку, после чего, натолкнулся на 30-тысячный корпус под командованием Гиллера. Однако вскоре его положение стало критическим: пожар уничтожил мост и дома, в которых он оборонялся. Отступление было невозможно. И только после трёх часов яростного боя ему на помощь подошли другие части французской армии. Наполеоном была объявлена особая благодарность генералу Клапареду в «бюллетене армии». В ходе боя пуля оторвала генералу мизинец. 22 мая Клапаред выказал блестящие дарования также при Эсслинге, где был ранен пулей в левую руку, затем картечью в бедро. 30 июня сменил генерала Монришара во главе 1-й пехотной дивизии Армии Далмации генерала Мармона. 5 июля принял командование дивизией. 6 июля отличился при Ваграме. 11 июля был ранен при Цнайме. 17 июля Армия Далмации стала 11-м армейским корпусом Армии Германии. В октябре стал комендантом Лайбаха и 1-го военного округа Иллирийских провинций. 22 декабря получил отпуск.
29 марта 1810 года во второй раз женился в Париже на Жанне Мело (фр. Jeanne Mellot; ок.1771—1820).

### Кампании в Испании и Португалии
28 августа 1810 года был назначен командиром 2-й пехотной дивизии 9-го корпуса, формируемого в Байонне. 10 сентября сменил генерала Друэ во главе 1-й дивизии того же корпуса. 26 октября стал командующим войсками, дислоцированными в провинциях Саламанка, Самора и в городах Сьюдад-Родриго и Алмейда. 30 декабря разбил португальского генерала Силвейру сперва на мосту Албадо, 9 января 1811 года – у Гуиттеро и 11 января на мосту в Фрейсинсе. 18 разбил английского генерала Трента у Ковильяо. 6 апреля разбил другого английского генерала Эрскина при Жунсии. 9 апреля 1811 года возглавил вместо Газана 2-ю пехотную дивизию 5-го армейского корпуса Южной армии, но но тем не менее 5 мая принял участие в сражении при Фуэнтес-де-Оньоро. 13 июня присоединился к своей новой дивизии в Эстремадуре. 10 сентября 1811 года получил разрешение покинуть Испанию, и в ноябре оставив командование, выехал из Севильи.

### Кампании 1811-13 годов
10 февраля 1812 года отправился под начало генерала Бертрана, который управлял Далмацией и Рагузой. Однако, уже 21 февраля 1812 года был зачислен в состав Великой Армии. 8 марта стал главнокомандующим корпуса польских войск на службе Франции, формированием которых занимался в Седане. 5 апреля сформировал дивизию с первыми 3 полками и уехал в Германию. Его дивизия была придана Императорской гвардии. 20 июня присоединился к Мортье. 11 июля временно оказался под началом маршала Даву. 23 июля сражался у Могилёва. 17 августа был у Смоленска. 19 августа вернулся под начало Мортье. 7 сентября его дивизия была в резерве в ходе сражения при Бородино. 18 октября сражался у Винково. 16 ноября оборонял Красный. 28 ноября, во время переправы через Березину, был ранен пулей в колено, когда он сражался под командованием Удино и Нея против Чичагова. Вынужден был сдать командование, вернулся во Францию.
Вслед за тем, 25 июня 1813 года, Клапаред стал командиром 43-й пехотной дивизии наблюдательного корпуса Майнца маршала Ожеро. 7 августа его дивизия вошла в состав 14-го армейского корпуса маршала Гувьона-Сен-Сира. Был ранен в левую руку 22 августа при Гиссхюбеле. 8 октября вернулся к командованию дивизией. 17 октября сражался у Ракница. Участвовал в обороне Дрездена, и 11 ноября попал в плен после капитуляции города, и был отправлен в Брюнн.

### На службе Бурбонов
После перемирия вернулся во Францию и 1 июня 1814 года прибыл в Париж. 23 июля поступил в распоряжение командующего 1-м военным округом в Париже. Возглавил 2-ю пехотную дивизию (31-й и 54-й линейные, 12-й и 15-й лёгкие полки). 17 января 1815 года стал командующим 3-й суб-дивизии 1-го военного округа. 16 марта 1815 года возглавил 4-ю пехотную дивизию герцога Беррийского в Мелёне. После возвращения Наполеона с Эльбы, оставался в стороне. 15 июля 1815 года стал комендантом Парижа и командующим департамента Сена. 15 октября 1815 года возглавил 2-й военный округ в Шалон-сюр-Марне. 9 ноября 1815 года участвовал в процессе над маршалом Неем. 13 ноября сменил Молитора на посту губернатора королевского замка в Страсбурге. 18 ноября был назначен генеральным инспектором пехоты 1-го военного округа.

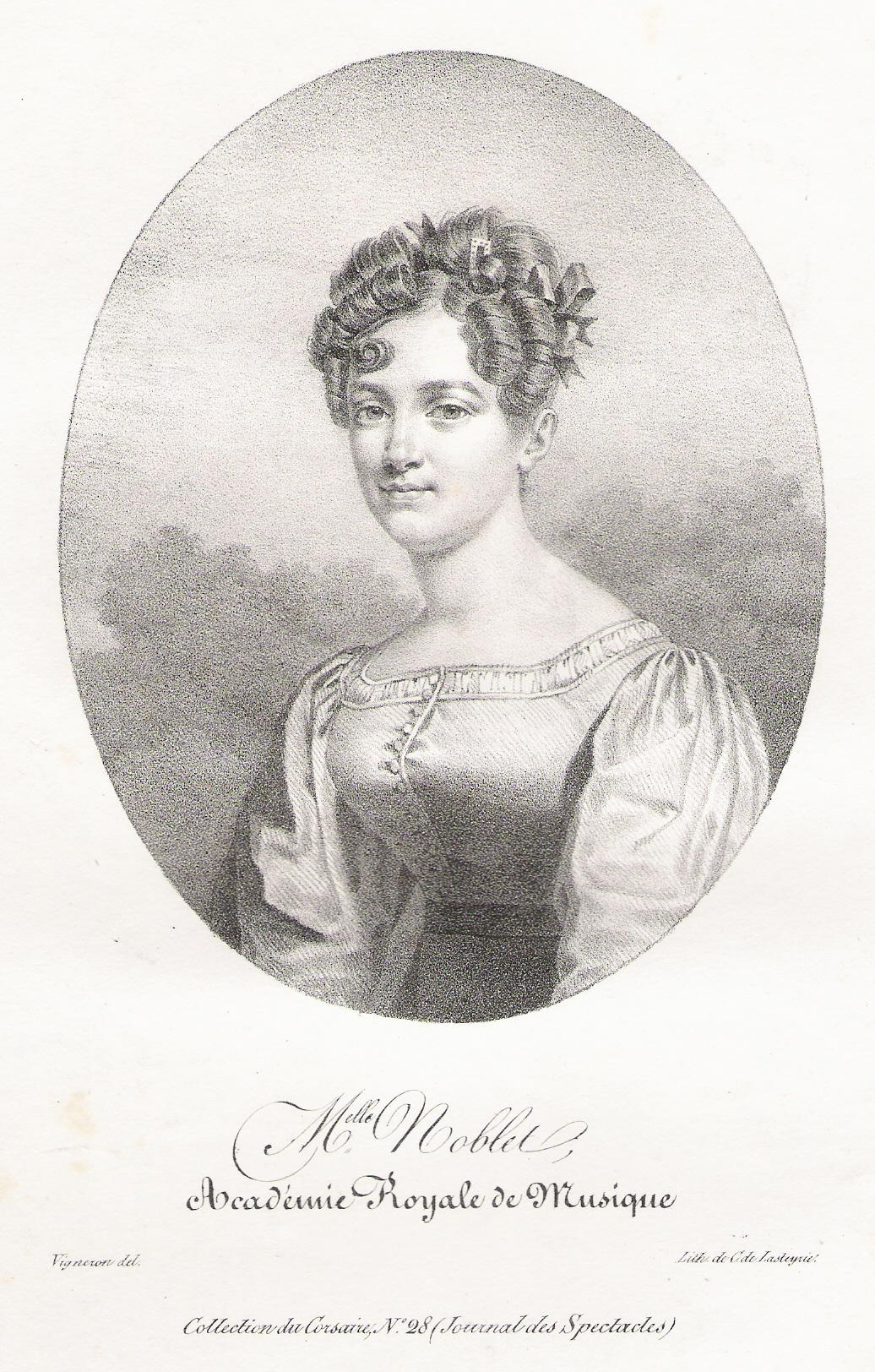
Лиз Нобле

23 июня 1816 года Людовик XVIII подтвердил титул графа. 11 марта 1816 года член военного совета по делу адмирала Линуа и генерала Буайе де Перло. Проголосовал за оправдание первого и смертный приговор второму, но подписал прошение о помиловании. 25 октября 1817 года вошёл в совет генеральных инспекторов. 24 сентября 1818 года вошёл в комитет, ответственный за представление списка подходящих капитанов королевскому штабному корпусу. 30 декабря 1818 года включён в качестве генерального инспектора пехоты в организационные рамки Генерального штаба. 21 января 1819 года стал временным генеральным инспектором 1-го военного округа. 5 марта 1819 года получил титул пэра. Потерял своё губернаторство в Страсбургском замке с приходом на престол Луи-Филиппа, тем не менее поддержал новое правительство. С 1 октября 1830 года без служебного назначения. С 7 февраля 1831 года в резерве штаба. Состоял в гражданском браке с танцовщицей Лиз Нобле. Умер генерал в Монпелье 23 октября 1842 года и был и похоронен в родном Жиньяке.

## Воинские звания
- Солдат (1 февраля 1793 года);
- Капитан (5 февраля 1793 года);
- Командир батальона (22 ноября 1793 года);
- Капитан (22 марта 1794 года);
- Командир батальона (14 июля 1799 года, утверждён 30 ноября 1799 года);
- Полковник штаба  (8 сентября 1800 года);
- Бригадный генерал (5 августа 1802 года, утверждён 27 ноября 1802 года);
- Дивизионный генерал (8 октября 1808 года).

## Титулы
- Граф Клапаред и Империи (фр. comte Claparède et de l'Empire; декрет от 19 марта 1808 года, патент подтверждён 29 июня 1808 года в Байонне и 23 марта 1816 года в Париже)[4][5][6];
- Пэр Франции (фр. pair de France; 5 марта 1819 года).

## Награды
Легионер ордена Почётного легиона (25 марта 1804 года)
 Коммандан ордена Почётного легиона (14 июня 1804 года)
 Великий офицер ордена Почётного легиона (17 июля 1809 года)
 Кавалер военного ордена Святого Людовика (8 июля 1814 года)
 Большой крест ордена Почётного легиона (17 января 1815 года)
 Командор военного ордена Святого Людовика (23 мая 1825 года)
 Большой крест военного ордена Святого Людовика (17 августа 1826 года)